# Colin élégant
Callipepla douglasii
Espèce
Synonymes
- Callipepla elegans
- Lophortyx douglasii

Statut de conservation UICN

 LC  : Préoccupation mineure
Le Colin élégant (Callipepla douglasii) est une espèce d'oiseau galliforme appartenant à la famille des Odontophoridae.

## Description
Il mesure en moyenne 23 cm de longueur pour un poids de 180 g. Il porte une grande crête de plumes dorées inclinées vers l'arrière sur une tête fortement rayée. La face est grise avec un peu de noir. Les ailes sont brunes et le reste du corps est gris avec des taches blanches.

## Répartition
Il vit dans les bois d'épineux depuis le centre de Sonora et l'ouest de Chihuahua jusqu'à Colima.

## Liste des sous-espèces
Selon la classification de référence du Congrès ornithologique international (version 15.1, 2025) :
- Callipepla douglasii douglasii (Vigors, 1829) — État de Sinaloa et nord-ouest de l'État de Durango ;
- Callipepla douglasii bensoni Ridgway, 1887 — État de Sonora et centre de l'État de Chihuahua ;
- Callipepla douglasii impedita (Friedmann, 1943) — État de Nayarit ;
- Callipepla douglasii teres (Friedmann, 1943) — État de Jalisco ;
- Callipepla douglasii vanderbilti (Bond, J & Meyer de Schauensee, 1944) — Îles Tres Marías.